# Par i terapi
Par i terapi är ett svenskt realityprogram som började sändas i SVT hösten 2012. Programmet leds av psykoterapeuten Poul Perris.
I programmet får tittarna följa samtal i parterapi. I varje program försöker ett par hitta tillbaka till en bra relation med vägledning av psykoterapeuten Poul Perris. Programidén kommer från Perris som under två år arbetat fram programmet med vännen Eva Barkman och producenten Ann Victorin.